# Шанмугаратнам, Тарман
Тарман Шанмугаратнам (англ. Tharman Shanmugaratnam, там. தர்மன் சண்முகரத்தினம்; род. 25 февраля 1957) — сингапурский политик и экономист. Президент Сингапура с 14 сентября 2023 года.
До своего президентства Тарман занимал должность старшего министра Сингапура с 2019 по 2023 год, министра-координатора по социальной политике с 2015 по 2023 год и председателя валютного управления Сингапура с 2011 по 2023 год.
Экономист по профессии, Тарман всю свою трудовую жизнь проработал на государственной службе Сингапура, занимая должности, связанные главным образом с экономической и социальной политикой. Он также одновременно возглавлял различные международные советы и экспертные группы высокого уровня. Тарман возглавлял совет попечителей «Группы тридцати», глобального совета экономических и финансовых лидеров из государственного и частного секторов, а также научных кругов. Он также является сопредседателем Глобальной комиссии по экономике водных ресурсов вместе с Нгози Овонджо-Ивеалой, Марианой Маццукато и Йоханом Рокстрёмом. Его первоначальные рекомендации помогли сформулировать итоги Конференции ООН по водным ресурсам в марте 2023 года. Тарман также является сопредседателем Независимой группы высокого уровня G20 по глобальному финансированию обеспечения готовности к пандемии и реагирования на неё вместе с Нгози Оконджо-Ивеалой и Лоуренсом Саммерсом с 2021 года. В 2017 году Тарман был назначен председателем Группы видных деятелей G20 по глобальному финансовому управлению.
Тарман также является членом попечительского совета Всемирного экономического форума (ВЭФ). Кроме того, Тарман является членом Консультативного совета высокого уровня Генерального секретаря Организации Объединённых Наций по эффективной многосторонности, который подготовит рекомендации по эффективной многосторонности для Саммита ООН будущего в 2024 году. Он также возглавлял Международный валютно-финансовый комитет (МВФК), консультативный комитет по вопросам политики Международного валютного фонда (МВФ), с 2011 по 2014 год, став первым в истории председателем из Азии. Кроме того, он был сопредседателем Консультативного совета по подготовке Доклада о развитии человеческого потенциала программы развития Организации Объединённых Наций (ПРООН) с 2019 по 2022 год.
Бывший член правящей Партии народного действия (ПНД), он был членом парламента, представлявшим подразделение Таман Джуронг в GRC с 2001 по 2023 год. Он также занимал пост заместителя премьер-министра с 2011 по 2019 год, министра финансов с 2007 по 2015 год, министра образования с 2003 по 2008 год.
Тарман дебютировал в политике на всеобщих выборах 2001 года и четыре раза переизбирался в парламент на последующих всеобщих выборах в 2006, 2011, 2015 и 2020 годах. 8 июня 2023 года Тарман объявил о своем намерении баллотироваться на президентских выборах 2023 года и запланированной на 7 июля 2023 года отставке со всех своих постов в правительстве и в качестве члена ППА, поскольку президентство является беспартийным. 2 сентября 2023 года Тарман был объявлен победителем, получив 70,40 % голосов в результате уверенной победы, и был избран девятым президентом Сингапура. Он является первым некитайским кандидатом в президенты, победившим на конкурентных президентских выборах в Сингапуре. Тарман также набрал самый высокий показатель голосов — 70,40 % за всю историю президентских выборов в Сингапуре.

## Ранняя жизнь и образование
Родился в Сингапуре и посещал англо-китайскую школу, а затем окончил Лондонскую школу экономики со степенью бакалавра наук в области экономики. (Позже Лондонская школа экономики наградила его почётной стипендией в 2011 году).
Впоследствии он поступил в Вулфсон-колледж Кембриджского университета, где получил степень магистра философии в области экономики. Затем он стал студентом Гарвардской школы Кеннеди при Гарвардском университете, где получил степень магистра государственного управления (MPA) и был удостоен премии Lucius N. Littauer Fellows Award (присуждается студентам MPA, которые демонстрируют академические успехи и лидерство).
Тарман был студенческим активистом во время учёбы в Соединённом Королевстве в 1970-х годах. Первоначально он придерживался социалистических убеждений, но его взгляды на экономику эволюционировали в ходе его трудовой карьеры.

## Ранняя карьера
Тарман начал свою трудовую карьеру в Валютном управлении Сингапура, где стал его главным экономистом. Позже он поступил на административную службу Сингапура и служил в Министерстве образования в качестве старшего заместителя секретаря по политике, прежде чем вернуться в ВАС, где в конечном итоге стал его управляющим директором. В 1999 году был награждён медалью государственного управления (золотой). Он ушёл с поста управляющего директора ВАС, чтобы участвовать во всеобщих выборах 2001 года в качестве кандидата от партии народного действия.

## Политическая карьера
Тарман дебютировал в политике на всеобщих выборах 2001 года, баллотируясь от партии Джуронг в составе команды ППА из пяти человек, и набрал 79,75 % голосов. Впоследствии Тарман был назначен старшим государственным министром торговли и промышленности и старшим государственным министром образования.
Он был назначен в кабинет министров министром образования в 2003 году и занимал эту должность до 2008 года
Сохранив своё место в парламенте на всеобщих выборах 2006 года, Тарман был назначен вторым министром финансов (наряду с его ролью министра образования). 1 декабря 2007 года он был назначен министром финансов.
После всеобщих выборов 2011 года Тарман был назначен заместителем премьер-министра, сохранив при этом свой портфель министра финансов. Он также занимал пост министра по трудовым ресурсам с 2011 по 2012 год по совместительству. Он ушёл с поста министра финансов 30 сентября 2015 года после 9 лет работы.
На всеобщих выборах 2015 года партия «Джуронг ГРК», возглавляемая Тарманом, набрала 79,3 % голосов против первой команды сингапурцев, состоящей из пяти человек.
Тарман был избран в Центральный исполнительный комитет Партии народного действия в декабре 2002 года и был назначен 2-м помощником Генерального секретаря в мае 2011 года. После всеобщих выборов 2015 года Тарман остался заместителем премьер-министра, а также был назначен министром-координатором по экономической и социальной политике в октябре 2015 года.
23 апреля 2019 года было объявлено, что и Тарман, и Тео Чи Хин были назначены старшими министрами с 1 мая 2019 года в результате перестановок в кабинете министров, отказавшись от своих соответствующих портфелей заместителей премьер-министра. Тарман также будет министром-координатором социальной политики и консультировать премьер-министра по вопросам экономической политики.

## Президентская заявка на 2023 год
8 июня 2023 года Тарман объявил о своём намерении выдвинуть свою кандидатуру на президентских выборах 2023 года. Он подал в отставку со всех своих постов в правительстве и в качестве члена партии народного действия 7 июля 2023 года, чтобы выставить свою кандидатуру на выборах, поскольку президентство является беспартийным.
26 июля 2023 года Тарман начал свою президентскую кампанию под лозунгом «Уважение ко всем». 7 августа 2023 года он подал заявление на получение сертификата соответствия требованиям в Избирательный департамент. 18 августа 2023 года комитет по президентским выборам выдал ему сертификат СЕ.
2 сентября 2023 года Тарман был объявлен победителем, получив 70,40 % голосов по сравнению с другими кандидатами — Нг Кок Сонгом (15,72 %) и Тан Кин Лианом (13,87 %), и был избран девятым президентом Сингапура. Он является первым кандидатом в президенты некитайского происхождения, победившим на конкурентных президентских выборах в Сингапуре. Тарман также набрал самый высокий показатель голосов — 70,40 % за всю историю президентских выборов в Сингапуре.

## Личная жизнь
Тарман — сингапурец четвёртого поколения шри-ланкийского тамильского происхождения XIX века. Тарман, один из троих детей, является сыном заслуженного профессора Канагаратнама Шанмугаратнама, учёного-медика, известного как «отец патологии в Сингапуре», который основал Сингапурский реестр рака и возглавлял ряд международных организаций, связанных с исследованиями и патологией рака.
Тарман женат на Джейн Юмико Иттоги, сингапурском юристе китайско-японского происхождения. Она активно занимается социальным предпринимательством и некоммерческим сектором искусства в Сингапуре. У пары есть дочь и трое сыновей. Тарман в юности был активным спортсменом и подчеркнул, что спорт даёт уроки на всю жизнь.
В сингапурских китайскоязычных СМИ Тарман часто упоминается как 尚达曼 (пиньинь: Shàng Dámàn), что является приблизительной транслитерацией Тармана Шанмугаратнама. Имя ему дал ведущий специалист по китайскому языку в 1995 году. Тарман занимается китайской каллиграфией с 2002 года.